# حاتم بن أحمد بن عمران اليامي
حاتم بن أحمد بن عمران اليامي هو الحاكم السادس للدولة الحاتمية الهمدانية، حكم في الفترة (1139 - 1162م)،  ومنذ تولية الحكم مد حاتم نفوذه إلى كثير من مناطق اليمن حتى بلغ معاقل الإمامة الزيدية، وهو توسع غير مسبوق، وفي عهده ظهر الإمام الزيدي أحمد بن سليمان، وعقب وفاة أروى بنت أحمد الصليحي ملكة الدولة الصليحية، خاض الطرفان حروباً داميةً امتدت نحو عقد من الزمان، لرغبة كل منهما في التوسع على حساب الآخر في المناطق التي كانت تقع تحت نفوذ الصليحيين. وتبعه نجله علي بن حاتم بن أحمد.

## نسبه
حاتم بن احمد بن عمران بن الفضل بن علي بن زيد بن المعمر بن الصعب بن سعيد بن الفضل بن عبد الله بن سعيد بن الغوث بن الغز بن مذكر بن يام الهمداني